# A Maid of the Mountains
Pour plus de détails, voir Fiche technique et Distribution.
A Maid of the Mountains est un film muet américain réalisé par Gilbert M. Anderson et sorti en 1909.

## Fiche technique
- Titre : A Maid of the Mountains
- Réalisation : Gilbert M. Anderson
- Scénario : Gilbert M. Anderson
- Photographie :
- Montage :
- Producteur : Gilbert M. Anderson
- Société de production : The Essanay Film Manufacturing Company
- Société de distribution : The Essanay Film Manufacturing Company
- Pays de production :  États-Unis
- Langue : film muet avec les intertitres en anglais
- Format : Noir et blanc — 35 mm — 1,33:1 — Muet
- Genre :  Film dramatique
- Durée : 10 minutes
- Date de sortie :
  - États-Unis : 11 août 1909

## Distribution
- Broncho Billy Anderson :